# Ampharete reducta
Ampharete reducta är en ringmaskart som beskrevs av Chamberlin 1920. Ampharete reducta ingår i släktet Ampharete och familjen Ampharetidae. Inga underarter finns listade i Catalogue of Life.